# Dicranota notmani
Dicranota notmani är en tvåvingeart som beskrevs av Alexander 1943. Dicranota notmani ingår i släktet Dicranota och familjen hårögonharkrankar. Inga underarter finns listade i Catalogue of Life.